# The End of the World
«The End of the World» es el trigésimo quinto sencillo de la banda británica The Cure, el primero en ser extraído de su álbum homónimo de 2004.
Alcanzó el número 19 en Italia, el número 25 en la UK Singles Chart del Reino Unido, el número 19 en la lista Billboard Hot Modern Rock Tracks en los Estados Unidos, y el número 42 en la lista de sencillos de Irlanda.  La canción también llegó a las listas de éxitos en Francia, Alemania y Suiza.

## Video musical
El video musical fue dirigido por Floria Sigismondi. Muestra a Smith dentro de una casa que comienza a destruirse a sí misma. Cuando sale de la casa, se convierte en escombros y el resto de la banda encuentra cosas entre los escombros. El video termina con la casa reconstruyéndose a sí misma y Smith volviendo a entrar y las plantas creciendo en el suelo.

## Lista de canciones
| Sencillo en CD |                                     |          |  |
| N.º            | Título                              | Duración |  |
| 1.             | «The End of The World» (Radio Edit) | 3:34     |  |
| 2.             | «This Morning»                      | 7:15     |  |
| 3.             | «Fake»                              | 4:42     |  |

| Sencillo en CD enhanced |                                     |          |  |
| N.º                     | Título                              | Duración |  |
| 1.                      | «The End of The World» (Radio Edit) | 3:34     |  |
| 2.                      | «This Morning»                      | 7:15     |  |
| 3.                      | «Fake»                              | 4:42     |  |
| 4.                      | «The End of The World» (Video)      | 3:32     |  |

| Sencillo en CD Japón |                                     |          |  |
| N.º                  | Título                              | Duración |  |
| 1.                   | «The End of The World» (Radio Edit) | 3:34     |  |
| 2.                   | «This Morning»                      | 7:15     |  |
| 3.                   | «Truth Goodness And Beauty»         | 4:19     |  |

| Sencillo en CD cardboard sleeve, CD mini single y vinilo de 7" |                                     |          |  |
| N.º                                                            | Título                              | Duración |  |
| 1.                                                             | «The End of The World» (Radio Edit) | 3:34     |  |
| 2.                                                             | «This Morning»                      | 7:14     |  |

| Vinilo de 7" picture disc |                                     |          |  |
| N.º                       | Título                              | Duración |  |
| 1.                        | «The End of The World» (Radio Edit) | 3:34     |  |
| 2.                        | «Fake»                              | 4:30     |  |

| CD promocional |                                     |          |  |
| N.º            | Título                              | Duración |  |
| 1.             | «The End of The World» (Radio Edit) | 3:31     |  |

## Posicionamiento en listas
| Listas (2004)                          | Mejor posición |
| -------------------------------------- | -------------- |
| Alemania (Offizielle Deutsche Charts)  | 47             |
| Escocia (Scottish Singles Sales Chart) | 38             |
| Estados Unidos (Alternative Airplay)   | 19             |
| Francia (SNEP)                         | 70             |
| Irlanda (IRMA)                         | 42             |
| Italia (FIMI)                          | 19             |
| Reino Unido (UK Singles Chart)         | 25             |
| Suiza (Schweizer Hitparade)            | 95             |

## Músicos
- Robert Smith — guitarra, voz
- Simon Gallup — bajo
- Perry Bamonte — guitarra
- Roger O'Donnell — teclado
- Jason Cooper — batería